# Kantongerecht Oud-Beijerland
Het kantongerecht Oud-Beijerland, in de gemeente Hoeksche Waard, in de Nederlandse provincie Zuid-Holland, was van 1838 tot 2002 een van de kantongerechten in Nederland. Na 2002 werd het gebouw nog tot 2003 gebruikt voor zittingen van de sector kanton van de rechtbank Dordrecht. Het gebouw, ontworpen door J.F. Metzelaar is een rijksmonument.

## Het kanton
Het kantongerecht werd als laagste laag van de rechterlijke macht ingevoerd in 1838 als opvolger van de vrederechter. Net als de vrederechter was de kantonrechter een alleensprekende rechter die verantwoordelijk was voor de berechting van eenvoudige strafbare feiten en kleine civiele geschillen. Zijn kanton was niet te groot zodat de rechter bekend was met de plaatselijke verhoudingen. Bij de invoering bestond het kanton Oud-Beijerland uit het westelijke deel van de Hoeksche Waard. Het omvatte de toenmalige gemeenten: Oud-Beijerland, Zuid-Beijerland, Nieuw-Beijerland, Heinenoord, Goidschalxoord, Klaaswaal, Numansdorp of de Buitensluis, Goudswaard of Korendijk en Piershil. Het was het derde kanton van het arrondissement Dordrecht.

### Uitbreiding in 1877
In 1877 vond een eerste reorganisatie van de gerechtelijke gebieden plaats in Nederland. Een groot aantal rechtbanken en kantongerechten werden gesloten en de provinciale hoven werden helemaal afgeschaft en vervangen door de gerechtshoven. Oud-Beijerland bleef bij deze operatie bestaan. Het naburige kantongerecht in 's-Gravendeel werd wel gesloten. Het gebied van 's-Gravendeel, het oostelijke deel van de Hoeksche Waard, werd in zijn geheel aan Oud-Beijerland toegevoegd. Het kanton omvatte nu de gemeenten Oud-Beijerland, Nieuw-Beijerland, Piershil, Goudswaard, Zuid-Beijerland, Numansdorp, Strijen, 's-Gravendeel, Maasdam, Puttershoek, Heinenoord, Mijnsheerenland, Westmaas en Klaaswaal. Door het wegvallen van 's-Gravendeel werd Oud-Beijerland het tweede kanton van Dordrecht. Tot aan de opheffing in 2007 zou het rechtsgebied ongewijzigd blijven. Na de opheffing werd het gehele kanton toegevoegd aan het kanton Dordrecht.

## Het gebouw
Zoals vele kantongerechten in de 19e eeuw maakte ook Oud-Beijerland gebruik van ruimtes in het raadhuis van de gemeente. In 1880 gaf de minister toestemming voor een eigen gebouw. Het werd gebouwd naar een ontwerp van J.F. Metzelaar. Metzelaar maakte daarbij van het standaardontwerp van A.C. Pierson uit 1860. Het ontwerp werd ook gebruikt voor de kantongerechten in Hilversum, Zuidhorn, Ommen en Geldermalsen. Het gebouw heeft dienstgedaan tot 2003. De laatste jaren dat Oud-Beijerland nog in gebruik was als zittingsplaats werd weer gebruikgemaakt van het gemeentehuis.